# 1,3-Oxazolidin-2,5-dion
1,3-Oxazolidin-2,5-dion ist eine chemische Verbindung, die sich von der Aminosäure Glycin ableitet.

## Synthese
1,3-Oxazolidin-2,5-dion kann durch Umsetzung von Glycin mit Phosgen in einem inerten Lösungsmittel wie Dioxan synthetisiert werden.